# Dorfmuseum Unterammergau

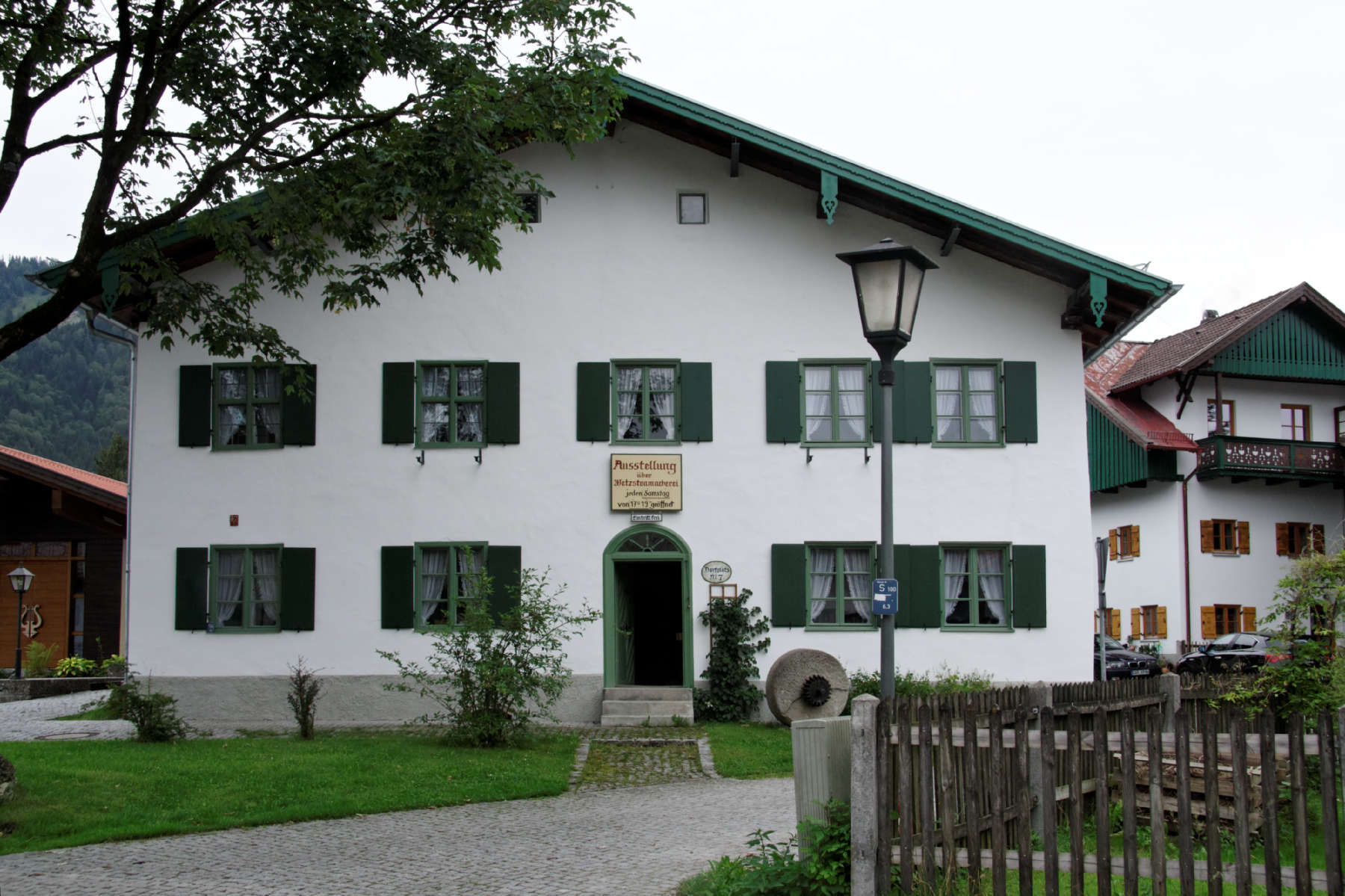
Dorfmuseum Unterammergau

Das Dorfmuseum Unterammergau, auch Dorf- und Wetzstoa-Museum genannt, ist das Heimatmuseum der oberbayerischen Gemeinde Unterammergau im Landkreis Garmisch-Partenkirchen. Das Gebäude ist als Baudenkmal in die Bayerische Denkmalliste eingetragen.

## Bauwerk

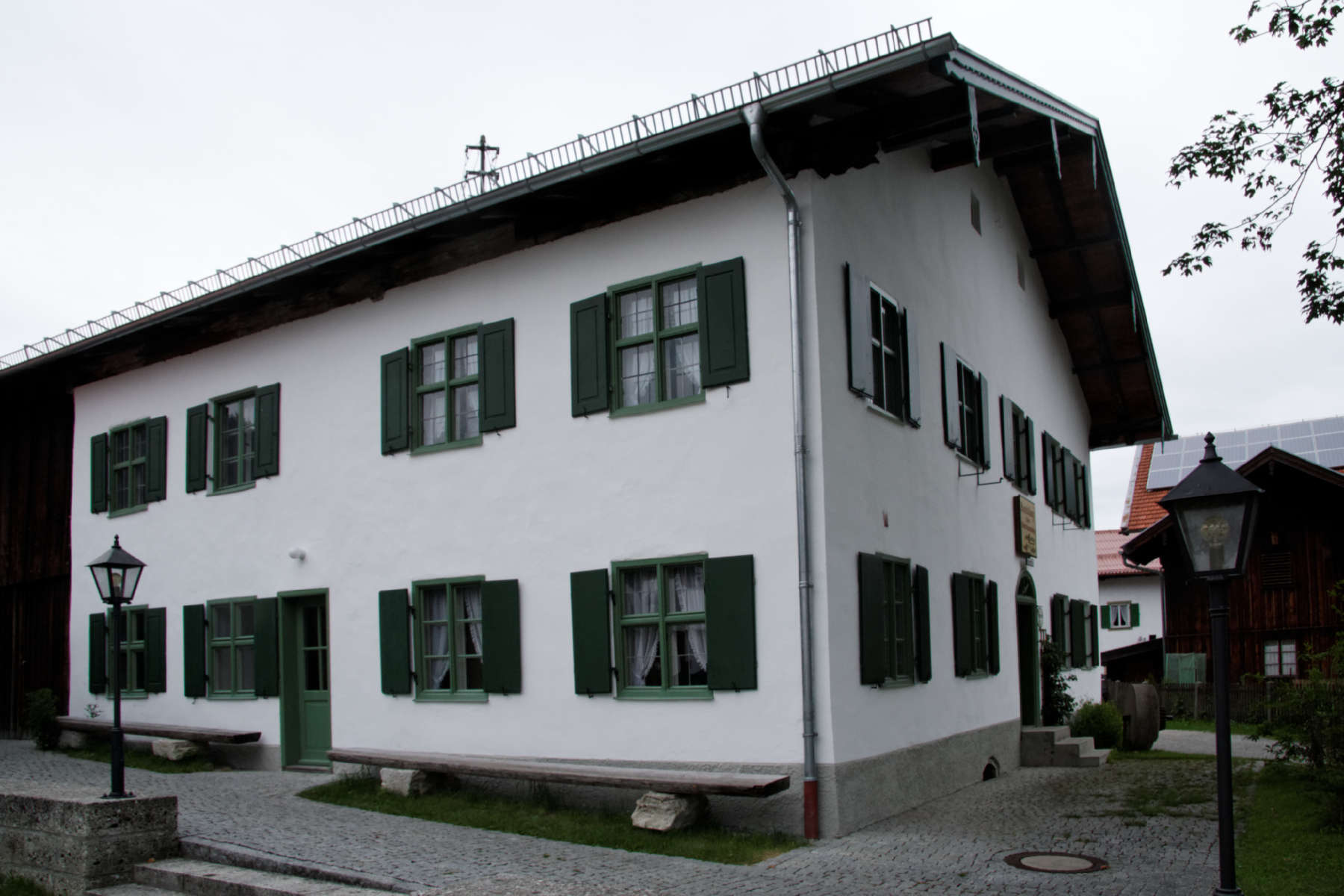
Das ehemalige Forsthaus

Das Dorfmuseum ist im ehemaligen Forsthaus von Unterammergau untergebracht. Es liegt im Oberdorf von Unterammergau auf der Westseite des Dorfplatzes. Das zweigeschossige Gebäude stammt aus der zweiten Hälfte des 18. Jahrhunderts und trägt ein Flachsatteldach. Die Giebelseite des Hauses ist zum Dorfplatz hin ausgerichtet.

## Geschichte
In dem Alten Forsthaus wurde auf Initiative des Historischen Arbeitskreises Unterammergau 2002 zunächst ein Raum als Wetzsteinmuseum eingerichtet, das die Geschichte der Wetzsteinmacherei in Unterammergau dokumentierte. Durch Einrichtung weiterer Räume zu anderen Themen wurde daraus von 2006 bis 2012 ein allgemeines Heimatmuseum.

## Ausstellung
Mehrere Räume dokumentieren die jahrhundertelang hauptsächlichen Erwerbsquellen der Unterammergauer: die Viehwirtschaft, die Forstwirtschaft und die Wetzsteinmacherei. Weitere Schwerpunkte sind Textilverarbeitung, Archäologie, und Ortsgeschichte.
In einem Raum sind ein Graskarren und landwirtschaftliche Geräte ausgestellt. Ein weiterer Raum zeigt einen zum Holztransport dienenden Baumschlitten und Werkzeuge zu Holzgewinnung und -transport. Ein dritter Raum zeigt erhalten gebliebene Arbeitsgeräte aus wetzsteinsteinbrüchen und -mühlen, Erzeugnisse verschiedener Arbeitsschritte der Wetzsteinmacherei und ein Modell einer Wetzsteinmühle zum Verdeutlichen der einzelnen Arbeitsvorgänge. In einem kleinen Nebenraum ist eine historische Beckhütte nachgebildet.
Ein Raum dokumentiert den Flachsanbau und die Weberei von Leinen. In einer Vitrine sind paläontologische und archäologische Funde aus Unterammergau und Umgebung dargestellt, darunter versteinerte Ammoniten, ein antiker Helm, Fibeln und Münzen. Die frühe Besiedlungsgeschichte der Gegend ist durch einen rätischen Opferplatz am unteren Kasten, rätische Felsritzungen, Funde römischer Münzschätze in der Schleifmühlklamm und Funde aus römischer Zeit am Burgbichel dokumentiert. Schautafeln erläutern die Geschichte Unterammergaus. Ein Raum des Obergeschosses ist als historische Schlafkammer eingerichtet.

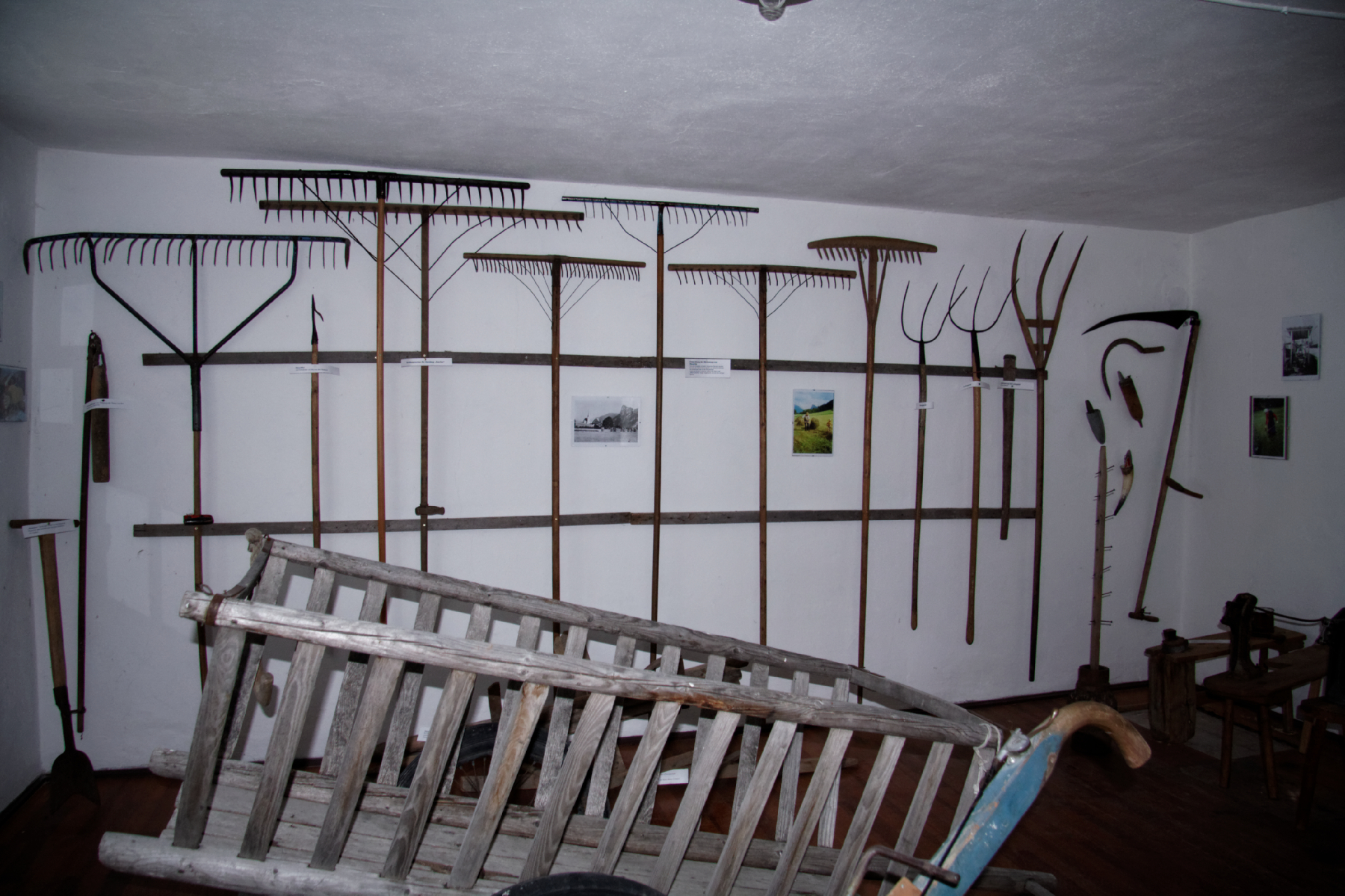
Landwirtschaft
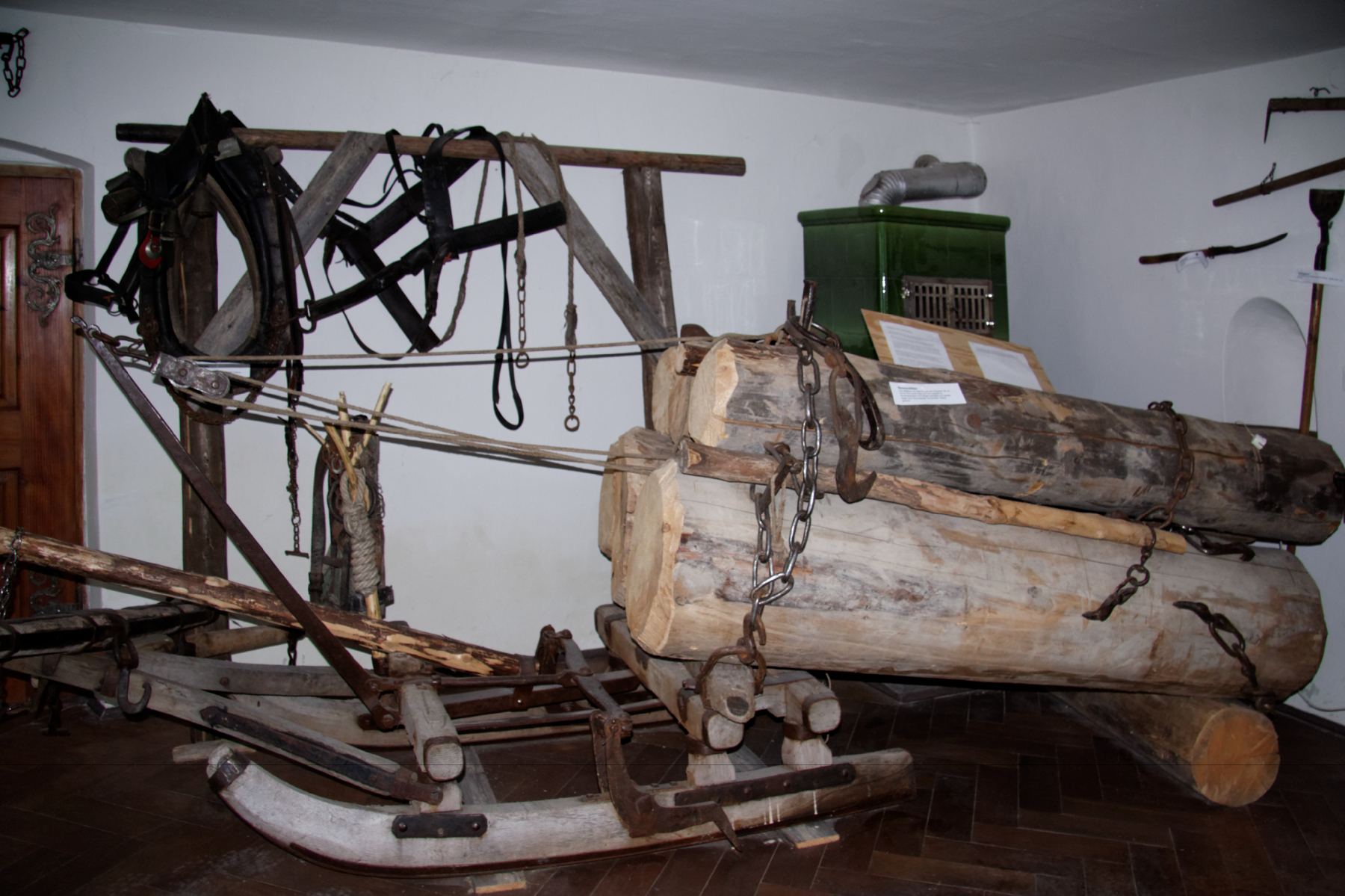
Forstwirtschaft
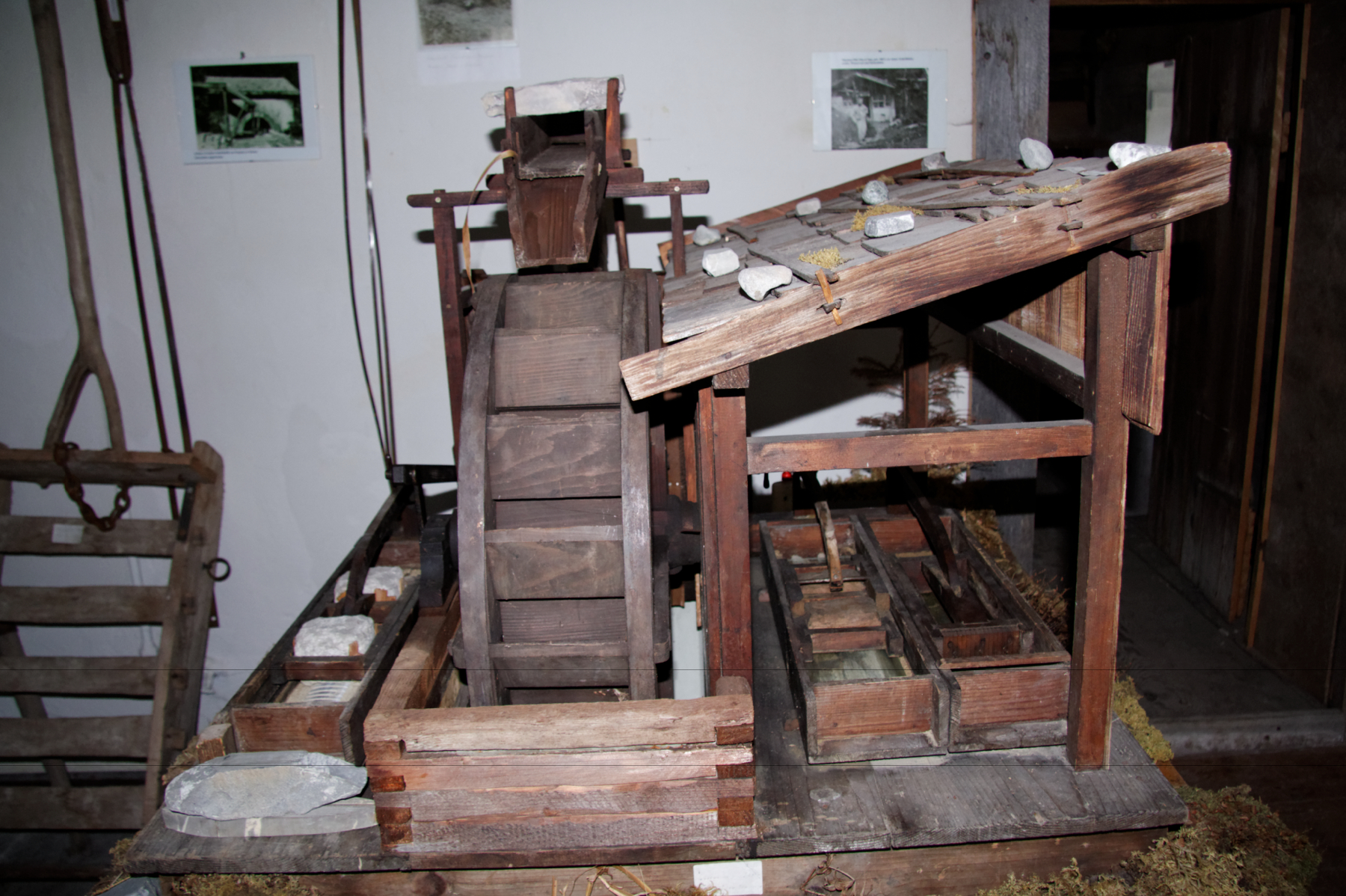
Modell einer Wetzsteinmühle
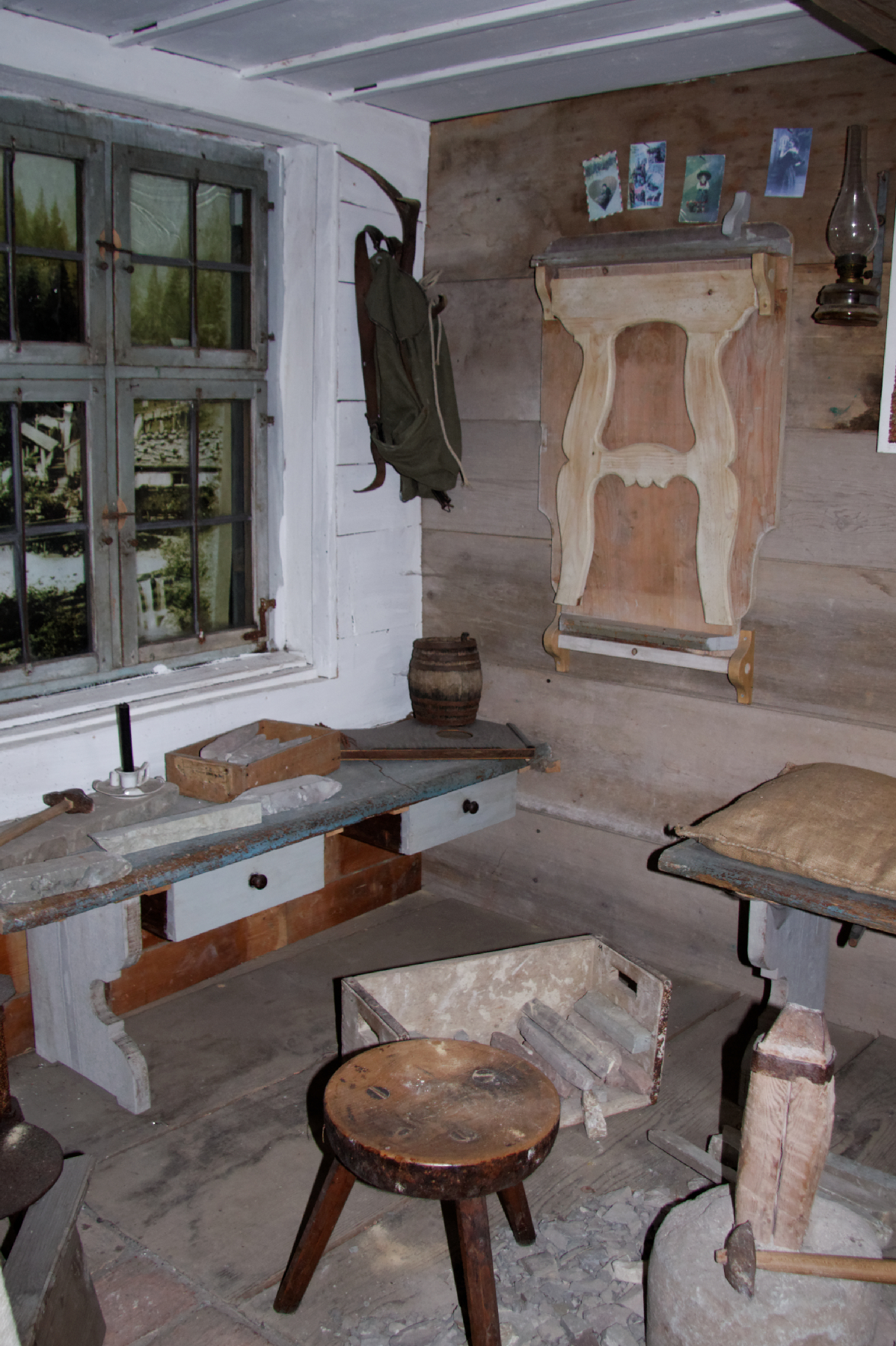
Beckhütte
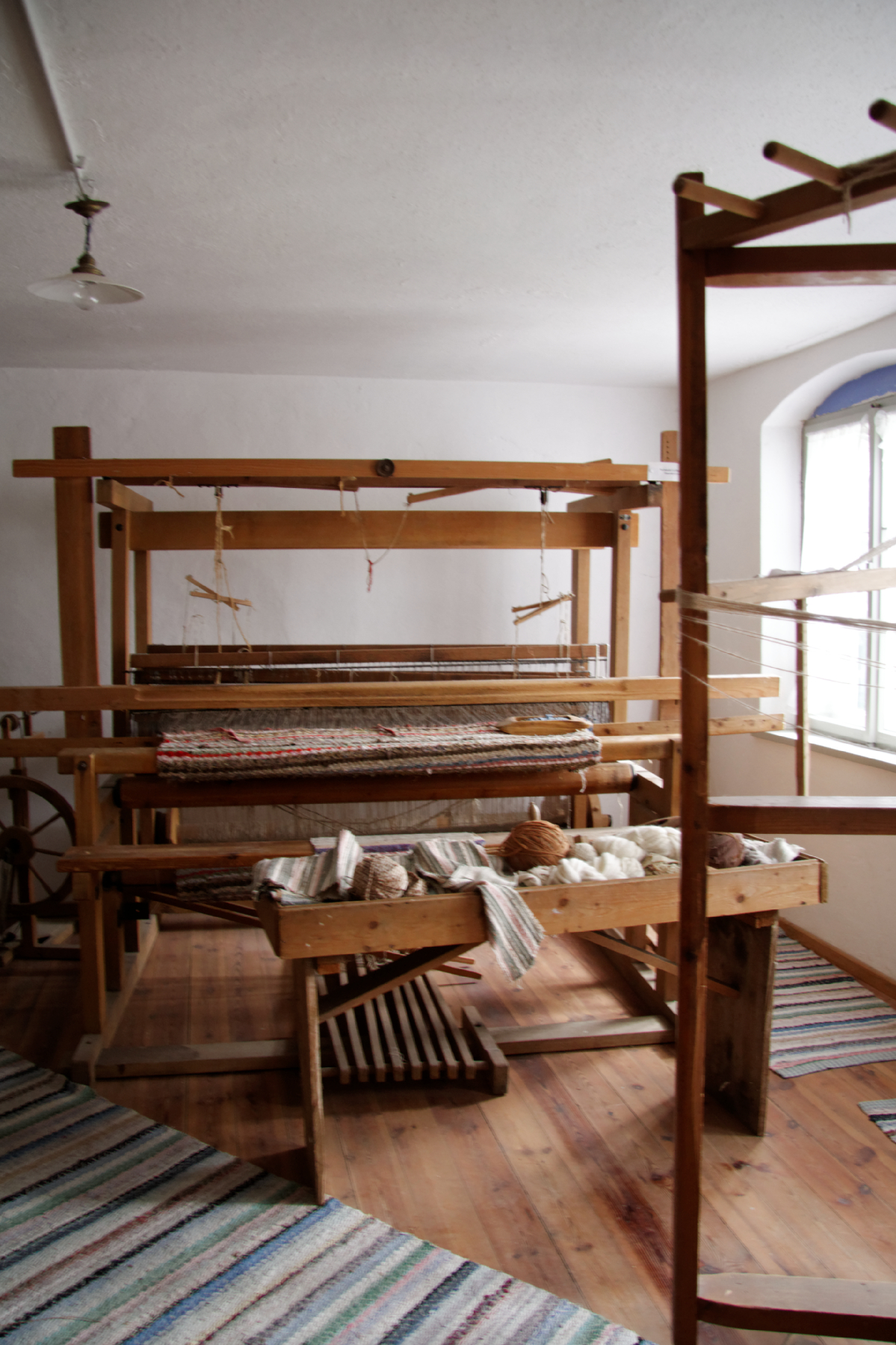
Weberei